# Espen Lie Hansen
Espen Lie Hansen (født 1. Marts 1989 i Drammen, Norge) er en norsk håndboldspiller, der spiller for HBC Nantes i den Den franske bedste håndboldliga og det norske landshold.
Han deltog under EM i håndbold 2016.